# Malcolm Sargent

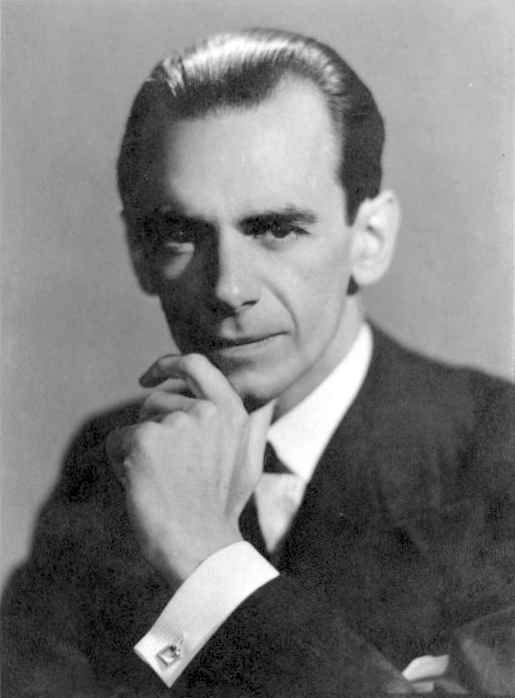
Malcolm Sargent (1941)

Sir Harold Malcolm Watts Sargent (* 29. April 1895 in Ashford; † 3. Oktober 1967 in London) war ein englischer Dirigent.

## Leben
Sargent studierte Klavier und Orgel und wurde 1911 Assistent des Organisten Haydn Keeton an der Kathedrale von Peterborough. Von 1914 bis 1924 war er Organist in Melton Mowbray. Zugleich studierte er in Durham Musikwissenschaft und von 1919 bis 1921 Klavier bei Benno Moiseiwitsch. Seine Laufbahn als Dirigent begann, als er 1921 auf Einladung von Sir Henry Wood die Promenadenkonzerte von Queen’s Hall in London dirigierte. 
Seit 1923 unterrichtete Sargent am Royal College of Music, von 1927 bis 1930 arbeitete er mit den Ballets Russes. Von 1928 bis zu seinem Tode wirkte er als Dirigent der Royal Choral Society, zudem war er von 1929 bis 1940 musikalischer Leiter der Courtauld-Sargent Concerts.
Nach einer krankheitsbedingten Pause dirigierte er Ende der 1930er Jahre einige Aufführungen des London Philharmonic Orchestra. Er dirigierte dann von 1939 bis 1942 das Hallé Orchestra in Manchester, von 1942 bis 1948 das Royal Liverpool Philharmonic Orchestra und von 1950 bis 1957 das BBC Symphony Orchestra. Ab 1948 war er darüber hinaus der Chefdirigent der legendären Proms. 
Sargents besonderes Interesse galt stets der zeitgenössischen englischen Musik. So dirigierte er u. a. die Uraufführungen von Gustav Holsts At the Boar’s Head (1925), von Ralph Vaughan Williams’ Hugh the Drover (1924), Sir John in Love (1929), Riders to the Sea (1937) und Symphony No. 9 (1958) sowie von William Waltons Belshazzar’s Feast (1931) und Troilus and Cressida (1954).
Besonders bekannt ist sein Arrangement von Rule, Britannia!, das regelmäßig bei den Londoner Last Night of the Proms gespielt wird. 